# Stazione meteorologica di Brescia Centro
La stazione meteorologica di Brescia Centro è la stazione meteorologica di riferimento relativa all'area urbana della città di Brescia. 

## Coordinate geografiche
La stazione meteo si trova nell'Italia nord-occidentale, in Lombardia, nel comune di Brescia, a 120 metri s.l.m. e alle coordinate geografiche 45°32′N 10°13′E.

## Dati climatologici
In base alla media trentennale di riferimento 1961-1990, la temperatura media del mese più freddo, gennaio, si attesta a +1,8 °C; quella del mese più caldo, luglio, è di +24,6 °C.
Le precipitazioni medie annue sono prossime ai 990 mm, mediamente distribuite in 88 giorni, e presentano un picco primaverile ed estivo e minimo relativo invernale.
| Brescia Centro (1961-1990)                           | Mesi | Mesi | Mesi  | Mesi  | Mesi  | Mesi  | Mesi  | Mesi  | Mesi  | Mesi | Mesi | Mesi | Stagioni | Stagioni | Stagioni | Stagioni | Anno   |
| Brescia Centro (1961-1990)                           | Gen  | Feb  | Mar   | Apr   | Mag   | Giu   | Lug   | Ago   | Set   | Ott  | Nov  | Dic  | Inv      | Pri      | Est      | Aut      | Anno   |
| ---------------------------------------------------- | ---- | ---- | ----- | ----- | ----- | ----- | ----- | ----- | ----- | ---- | ---- | ---- | -------- | -------- | -------- | -------- | ------ |
| T. max. media (°C)                                   | 5,0  | 8,5  | 14,2  | 18,6  | 23,1  | 27,8  | 30,3  | 29,4  | 25,1  | 18,5 | 11,6 | 6,8  | 6,8      | 18,6     | 29,2     | 18,4     | 18,2   |
| T. media (°C)                                        | 1,8  | 4,4  | 9,6   | 13,7  | 17,9  | 22,3  | 24,6  | 23,9  | 20,1  | 14,3 | 8,1  | 3,7  | 3,3      | 13,7     | 23,6     | 14,2     | 13,7   |
| T. min. media (°C)                                   | −1,5 | 0,3  | 4,9   | 8,8   | 12,7  | 16,7  | 19,0  | 18,4  | 15,1  | 10,0 | 4,5  | 0,6  | −0,2     | 8,8      | 18,0     | 9,9      | 9,1    |
| Precipitazioni (mm)                                  | 63,9 | 64,3 | 71,0  | 83,0  | 104,9 | 99,5  | 86,3  | 101,1 | 72,8  | 98,1 | 87,0 | 54,6 | 182,8    | 258,9    | 286,9    | 257,9    | 986,5  |
| Giorni di pioggia                                    | 7    | 6    | 7     | 9     | 10    | 9     | 6     | 7     | 6     | 7    | 8    | 6    | 19       | 26       | 22       | 21       | 88     |
| Radiazione solare globale media (centesimi di MJ/m²) | 540  | 850  | 1 330 | 1 700 | 2 020 | 2 220 | 2 250 | 1 900 | 1 430 | 970  | 580  | 420  | 1 810    | 5 050    | 6 370    | 2 980    | 16 210 |